# Magrè-Cortaccia
Magrè-Cortaccia (wł. Stazione di Magrè-Cortaccia, niem. Bahnhof Margreid-Kurtatsch) – przystanek kolejowy w Margreid an der Weinstraße, w prowincji Bolzano, w regionie Trydent-Górna Adyga, we Włoszech. Znajduje się na linii Werona – Innsbruck. Obsługuje również miejscowość Kurtatsch an der Weinstraße.
Według klasyfikacji RFI ma kategorię brązową.